# Torrepadre
Torrepadre – gmina w Hiszpanii, w prowincji Burgos, w Kastylii i León, o powierzchni 28,56 km². W 2011 roku gmina liczyła 78 mieszkańców.